# Jordan (quartier de Téhéran)
Pour les articles homonymes, voir Jordan.
Jordan (en persan : ﺟﺮﺩﻥ) est un quartier de Téhéran, Iran, qui est situé autour de l'avenue du même nom dans le nord de Téhéran. L'avenue Jordan est située non loin à l'est de l'avenue Vali-ye Asr. Le nom de Jordan a été donné en hommage à Samuel Jordan, qui a fondé et dirigé l'American College of Tehran (qui sera transformé en lycée Alborz) entre 1910 et 1941. Depuis la révolution l'avenue a changé de nom pour s'appeler Boulevard de l'Afrique, mais l'ancien nom est toujours le plus utilisé. 
Ce quartier est plutôt un quartier résidentiel riche où l'on trouve de nombreux centres commerciaux, boutiques de mode, commerces luxueux, fleuristes, restaurants, cafés et galeries d'art. L'avenue Jordan est même devenue un lieu prisé où se rencontrent jeunes garçons et jeunes filles téhéranais à la mode, qui profitent de la présence des magasins ou des embouteillages qui congestionnent la zone pour faire connaissance discrètement. 
On trouve également les ambassades espagnoles, polonaises, mexicaines, uruguayennes, de Brunei et de plusieurs pays arabes dans ce quartier. Plusieurs ministères envisagent de déplacer leurs locaux dans le sud du quartier une fois que les travaux d'aménagement de cette partie seront terminés. 